# Saille
A Saille nevű holland/belga együttes 2009-ben alakult meg. Black metalt játszanak. A "saille" vagy "sail" az ír "ogham" ábécé negyedik betűje. A nevet nagyjából "száljé"nak kell ejteni. Lemezkiadóik: Code666 Records, Aural Music. Eredetileg egyszemélyes projektként indult, hiszen csak Dries Gaerdelen billentyűs alkotta, de nem sokkal később fogadott fel maga mellé zenészeket. Eleinte ráadásul rövid életű lett volna a zenekar, hiszen csak egyszer játszottak volna, de Dries végül látott fantáziát a zenekarban. 2010 nyarán vált teljes jogú együttessé. Első nagylemezüket 2009-ben adták ki. Gaerdelen 2016-ban elhagyta az együttes sorait. Dalaikban több klasszikus hangszer (például hegedű, cselló, trombita, eufónium) is hallható.

## Tagok
Jelenlegi tagok
- Reinier Schrenk - gitár (2009-)
- Kristof van Iseghem - basszusgitár (2014-)
- Xavier de Schuyter - éneklés (2017-)
- Yoeri Gemeen - dobok (2017-)
- Guillaume Singer - gitár (2018-)

## Diszkográfia
- Irreversible Decay - 2011
- Ritu - 2013
- Eldritch - 2014
- Gnosis - 2017